# Bodzechów (gromada)
Bodzechów – dawna gromada, czyli najmniejsza jednostka podziału terytorialnego Polskiej Rzeczypospolitej Ludowej w latach 1954–1972.
Gromady, z gromadzkimi radami narodowymi (GRN) jako organami władzy najniższego stopnia na wsi, funkcjonowały od reformy reorganizującej administrację wiejską przeprowadzonej jesienią 1954 do momentu ich zniesienia z dniem 1 stycznia 1973, tym samym wypierając organizację gminną w latach 1954–1972.
Gromadę Bodzechów z siedzibą GRN w Bodzechowie utworzono – jako jedną z 8759 gromad na obszarze Polski – w powiecie opatowskim w woj. kieleckim, na mocy uchwały nr 13f/54 WRN w Kielcach z dnia 29 września 1954. W skład jednostki weszły obszary dotychczasowych gromad Bodzechów, Baranów, Denkówek, Goździelin i Wólka Bodzechowska ze zniesionej gminy Bodzechów w tymże powiecie. Dla gromady ustalono 27 członków gromadzkiej rady narodowej.
1 stycznia 1958 z gromady Bodzechów wyłączono część obszaru wsi Denkówek, włączając ją do miasta Ostrowiec Świętokrzyski.
31 grudnia 1959 do gromady Bodzechów przyłączono wsie Miłków i Jędrzejów, kolonie Marianków, Marianków Bankowy, parcelację Miłków oraz osiedla Horodelszczyzna, Niwka, Madejówka i Miłków Młyn ze zniesionej gromady Miłków.
Gromada przetrwała do końca 1972 roku, czyli do kolejnej reformy gminnej. 1 stycznia 1973 reaktywowano gminę Bodzechów.